# 1949年のロードレース世界選手権

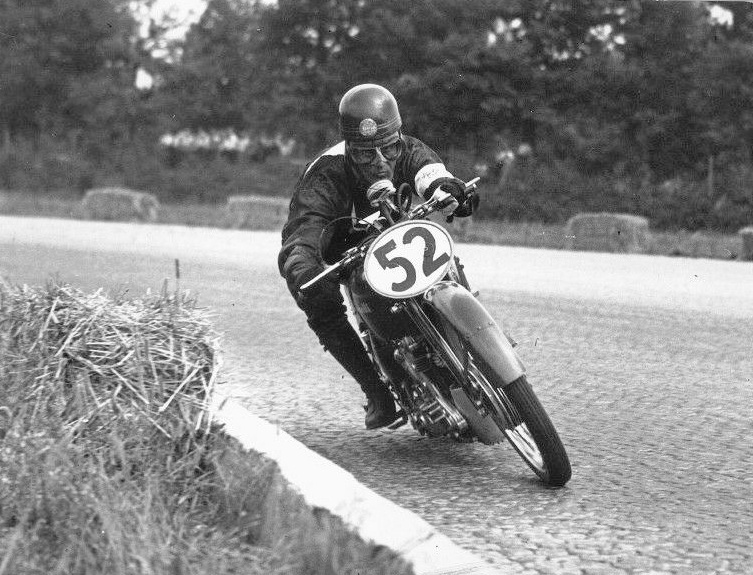
1949年のロードレース世界選手権

1949年のロードレース世界選手権は、FIMロードレース世界選手権の第1回大会である。6月にマン島TTレースで開幕し、イタリア・モンツァで開催される最終戦まで全6戦で争われた。

## シーズン概要
第二次世界大戦前に各国で開催されていたグランプリレースをFIMが統括し、統一のレギュレーションの元で初めて世界選手権シリーズとして開催したのが1949年である。4つのクラスが全6戦で行われたが全てのクラスのレースが開催されたのはオランダGP（ダッチTT）のみで、6つのグランプリ全てで開催されたのは500ccクラスだけだった。また、世界選手権とはいうものの開催されたのは全てヨーロッパであり、専用サーキットでのレースはイタリアGPが開催されたモンツァだけで他は全て公道を閉鎖した公道コースであった（後にクローズドサーキットとなるアッセンやスパも、この時代は公道を利用したコースである）。
ただし、開催数こそ少ないものの1戦ごとのレース距離は過酷なもので、マン島では500ccクラスで420km以上、走行時間は3時間近くかかり、ダッチTTでも300km近いレース距離だった。ちなみに近年のグランプリのレース距離は100km程度で、1レースにかかる時間は40分ほどである。
選手権に出場したのは戦前から活躍していたライダーやメーカーが多かったが、ドイツ人ライダーやドイツのメーカーの参加はこの時点では許されておらず、戦前のマン島TTなどで好成績を残していたBMWやDKWは出場できなかった 。また、戦前のレースで流行したスーパーチャージャーなどの過給機は使用が禁止されたため、AJSやジレラは元々スーパーチャージャーの装着を前提にデザインされたマシンを自然吸気仕様にして出場した。
ひとりのライダーが異なるファクトリーのマシンで複数のクラスに出場するということが普通に行われていたのも、後のグランプリでは見られなくなったこの時代の特徴である。

### 500ccクラス
開幕戦のマン島でこそ信頼性に優れる単気筒のノートンに乗るハロルド・ダニエルが勝利したものの、ノートンはこの一勝のみでシリーズ全体では2気筒のAJSと4気筒のジレラの争いとなった。マン島でもスタートから3時間の時点ではAJSのレスリー・グラハムが2分リードしていたが、ゴール目前でマシントラブルによってストップ、マシンを押してのフィニッシュで10位となった。
残る5戦ではAJSのグラハムとジレラのネッロ・パガーニがお互い2勝ずつと互角の戦いを繰り広げた。残る1勝はベルギーでAJSのビル・ドランが記録したもので、最終ラップの最終コーナーでアルシソ・アルテジアーニとエンリコ・ロレンツェッティを抜き去って逆転するという劇的な勝利だった。
シーズンの合計ポイントでは5戦全てに入賞したパガーニがグラハムを上回ったが、「上位入賞した3戦分のポイントを有効とする」というこの年の有効ポイント制により、タイトルは2位入賞が1度あったグラハムのものとなった。500ccクラスの初代チャンピオンとなったグラハムは戦前のレースですでにスターとなっていたライダーで、この年にはすでに37歳になっていた。これは最高峰クラスにおける最年長チャンピオン記録としていまだに破られていない（2010年現在）。

### 350ccクラス
イギリスのベロセットは戦前の単気筒モデルをベースにしたDOHCのマシンを500ccクラスと350ccクラスに投入していた。500ccクラスでは戦闘力を発揮することができなかったが、350ccクラスでは圧倒的な速さを見せた。ベロセットに乗るフレディー・フリースは開幕から3連勝を飾り、上位3戦の有効ポイント制のために第3戦のダッチTTで早々にチャンピオンを決定したのである。フリースは残る2戦も連勝し、クラス全勝でシーズンを終えた。
開幕戦のマン島ではノートンに乗るベン・ドリンクウォーターが4周目にクラッシュして死亡した。これがロードレース世界選手権における最初の死亡事故となった。

### 250ccクラス
イギリスのメーカーが中心となっていた大排気量クラスに対し、中小排気量クラスはイタリアのメーカーが主導権を握っており、250ccクラスを支配したのは水平単気筒エンジンのモト・グッツィだった。モト・グッツィはエースライダーのブルーノ・ルフォの他にもアイルランドのマンリフ・バリントンやスコットランドのベテランレーサーであるファーガス・アンダーソンら有力なライダーを揃えて臨み、ルフォが唯一ライバルと呼べる存在だったベネリのダリオ・アンブロジーニを降してタイトルを獲得した。

### 125ccクラス
125ccクラスは2ストロークのMVアグスタ、モリーニと、4ストロークのモンディアルというイタリアの3メーカーの戦いになった。500ccクラスではジレラのマシンでランキング2位となったネッロ・パガーニがこのクラスではモンディアルに乗り、2勝を挙げてタイトルを獲得した。

## グランプリ
| Rd. | 決勝日  | GP           | サーキット     | 125ccクラス優勝    | 250ccクラス優勝        | 350ccクラス優勝      | 500ccクラス優勝    | レポート |
| --- | ------- | ------------ | -------------- | ------------------ | ---------------------- | -------------------- | ------------------ | -------- |
| 1   | 6月17日 | マン島TT     | スネーフェル   | No Race            | マンリフ・バリントン   | フレディー・フリース | ハロルド・ダニエル | 詳細     |
| 2   | 7月3日  | スイスGP     | ブレムガルテン | ネッロ・パガーニ   | ブルーノ・ルフォ       | フレディー・フリース | レスリー・グラハム | 詳細     |
| 3   | 7月9日  | オランダGP   | アッセン       | ネッロ・パガーニ   | No Race                | フレディー・フリース | ネッロ・パガーニ   | 詳細     |
| 4   | 7月17日 | ベルギーGP   | スパ           | No Race            | No Race                | フレディー・フリース | ビル・ドラン       | 詳細     |
| 5   | 8月20日 | アルスターGP | ダンドロッド   | No Race            | モーリス・カーン       | フレディー・フリース | レスリー・グラハム | 詳細     |
| 6   | 9月10日 | イタリアGP   | モンツァ       | ジャンニ・レオーニ | ダリオ・アンブロジーニ | No Race              | ネッロ・パガーニ   | 詳細     |

| Rd. | 決勝日  | GP         | サーキット     | サイドカー優勝                              |
| --- | ------- | ---------- | -------------- | ------------------------------------------- |
| 1   | 7月3日  | スイスGP   | ブレムガルテン | エリック・オリバー / デニス・ジェンキンソン |
| 2   | 7月17日 | ベルギーGP | スパ           | エリック・オリバー / デニス・ジェンキンソン |
| 6   | 9月10日 | イタリアGP | モンツァ       | エルコレ・フリジェリオ / ロレンツォ・ドベリ |

## 最終成績

### ポイントシステム
| 順位     | 1  | 2 | 3 | 4 | 5 | ファステストラップ |
| -------- | -- | - | - | - | - | ------------------ |
| ポイント | 10 | 8 | 7 | 6 | 5 | 1                  |

- 125・250ccクラスおよびサイドカーは全戦の、350・500ccクラスは上位入賞した3戦分のポイントが有効とされた。
- 凡例
- イタリック体のレースはファステストラップを記録。

### 500ccクラス順位
| 順位 | ライダー                   | マシン         | IOM | SUI | NED | BEL | ULS | ITA | 有効ポイント | 合計ポイント | 勝利数 |
| ---- | -------------------------- | -------------- | --- | --- | --- | --- | --- | --- | ------------ | ------------ | ------ |
| 1    | レスリー・グラハム         | AJS            | PP  | 1   | 2   | -   | 1   | 6   | 30           | 31           | 2      |
| 2    | ネッロ・パガーニ           | ジレラ         | -   | 4   | 1   | 5   | 3   | 1   | 29           | 40           | 2      |
| 3    | アルシソ・アルテジアーニ   | ジレラ         | -   | 2   | 3   | 2   | -   | 2   | 25           | 32           | 0      |
| 4    | ビル・ドラン               | AJS            | -   | -   | -   | 1   | 4   | 3   | 23           |              | 1      |
| 5    | アーティ・ベル             | ノートン       | 4   | -   | 4   | 4   | 2   | -   | 20           | 26           | 0      |
| 6    | ハロルド・ダニエル         | ノートン       | 1   | 3   | 6   | -   | -   | -   | 17           |              | 1      |
| 7    | ジョニー・ロケット         | ノートン       | 2   | -   | 5   | -   | -   | -   | 13           |              | 0      |
| 8    | エンリコ・ロレンツェッティ | モト・グッツィ | -   | -   | -   | 3   | -   | -   | 7            |              | 0      |
| 8    | アーニー・リヨンズ         | ベロセット     | 3   | -   | -   | -   | -   | -   | 7            |              | 0      |
| 10   | ジャンニ・レオーニ         | モト・グッツィ | -   | -   | -   | -   | -   | 4   | 6            |              | 0      |
| 11   | ブルーノ・ベルタッキーニ   | モト・グッツィ | -   | -   | -   | -   | -   | 5   | 5            |              | 0      |
| 11   | フレディー・フリース       | ベロセット     | -   | 5   | -   | -   | -   | -   | 5            |              | 0      |
| 11   | シド・ジェンセン           | トライアンフ   | 5   | -   | -   | -   | -   | -   | 5            |              | 0      |
| 11   | ジョク・ウェスト           | AJS            | -   | -   | -   | -   | 5   | -   | 5            |              | 0      |
| -    | グイド・レオーニ           | モト・グッツィ | -   | 6   | -   | 6   | -   | -   | 0            |              | 0      |
| -    | フレッド・スティーブンス   | トライアンフ   | 6   | -   | -   | -   | -   | -   | 0            |              | 0      |
| -    | クロミー・マッキャンドレス | ノートン       | -   | -   | -   | -   | 6   | -   | 0            |              | 0      |

### 350ccクラス順位
| 順位 | ライダー                 | マシン     | IOM | SUI | NED | BEL | ULS | ポイント | 勝利数 |
| ---- | ------------------------ | ---------- | --- | --- | --- | --- | --- | -------- | ------ |
| 1    | フレディー・フリース     | ベロセット | 1   | 1   | 1   | 1   | 1   | 33       | 5      |
| 2    | レグ・アームストロング   | AJS        | 5   | 4   | -   | 6   | 3   | 18       | 0      |
| 3    | ボブ・フォースター       | ベロセット | 6   | -   | 2   | 2   | -   | 16       | 0      |
| 4    | エリック・マクファーソン | AJS        | -   | -   | 5   | 5   | 4   | 16       | 0      |
| 5    | ジョニー・ロケット       | ノートン   | -   | -   | 3   | 3   | -   | 14       | 0      |
| 6    | デビッド・ウィットワース | ベロセット | -   | -   | 4   | 4   | -   | 12       | 0      |
| 7    | レスリー・グラハム       | AJS        | -   | 2   | -   | -   | -   | 8        | 0      |
| 7    | アーニー・リヨンズ       | ベロセット | 2   | -   | -   | -   | -   | 8        | 0      |
| 7    | チャーリー・ソルト       | ベロセット | -   | -   | -   | -   | 2   | 8        | 0      |
| 10   | アーティ・ベル           | ノートン   | 3   | 6   | -   | -   | -   | 7        | 0      |
| 10   | ビル・ドラン             | AJS        | -   | 3   | -   | -   | -   | 7        | 0      |
| 12   | ハロルド・ダニエル       | ノートン   | 4   | -   | -   | -   | -   | 6        | 0      |
| 13   | トミー・ウッド           | ベロセット | -   | 5   | -   | -   | -   | 5        | 0      |
| 13   | フランク・フライ         | ベロセット | -   | -   | -   | -   | 5   | 5        | 0      |
| -    | エドワード・フレンド     | AJS        | -   | -   | 6   | -   | -   | 0        | 0      |
| -    | ディッキー・デイル       | AJS        | -   | -   | -   | -   | 6   | 0        | 0      |

### 250ccクラス順位
| 順位 | ライダー                 | マシン           | IOM | SUI | ULS | ITA | ポイント | 勝利数 |
| ---- | ------------------------ | ---------------- | --- | --- | --- | --- | -------- | ------ |
| 1    | ブルーノ・ルフォ         | モト・グッツィ   | -   | 1   | 2   | 4   | 24       | 1      |
| 2    | ダリオ・アンブロジーニ   | ベネリ           | -   | 2   | -   | 1   | 19       | 1      |
| 3    | ロナルド・ミード         | ノートン         | 4   | -   | 3   | -   | 13       | 0      |
| 4    | モーリス・カーン         | モト・グッツィ   | -   | -   | 1   | -   | 11       | 1      |
| 5    | クラウディオ・マステラリ | モト・グッツィ   | -   | 4   | -   | 5   | 11       | 0      |
| 6    | マンリフ・バリントン     | モト・グッツィ   | 1   | -   | -   | -   | 10       | 1      |
| 7    | トミー・ウッド           | モト・グッツィ   | 2   | 6   | -   | -   | 9        | 0      |
| 8    | ファーガス・アンダーソン | モト・グッツィ   | -   | 3   | -   | -   | 8        | 0      |
| 8    | ジャンニ・レオーニ       | モト・グッツィ   | -   | -   | -   | 2   | 8        | 0      |
| 10   | ウンベルト・マセッティ   | ベネリ           | -   | -   | -   | 3   | 7        | 0      |
| 10   | ローランド・パイク       | ラッジ           | 3   | -   | 6   | -   | 7        | 0      |
| 12   | G.A.リーブ               | ラッジ           | -   | -   | 4   | -   | 6        | 0      |
| 13   | スベン・セレンセン       | エクセルシオール | 5   | -   | -   | -   | 5        | 0      |
| 13   | ブノワ・ミュジー         | モト・グッツィ   | -   | 5   | -   | -   | 5        | 0      |
| 13   | ダグラス・ビーズリー     | エクセルシオール | -   | -   | 5   | -   | 5        | 0      |
| -    | ブルーノ・フランシスキ   | モト・グッツィ   | -   | -   | -   | 6   | 0        | 0      |

### 125ccクラス順位
| 順位 | ライダー                   | マシン         | SUI | NED | ITA | ポイント | 勝利数 |
| ---- | -------------------------- | -------------- | --- | --- | --- | -------- | ------ |
| 1    | ネッロ・パガーニ           | モンディアル   | 1   | 1   | 5   | 27       | 2      |
| 2    | レナト・マギ               | モト・モリーニ | 2   | -   | 4   | 14       | 0      |
| 3    | ウンベルト・マセッティ     | モト・モリーニ | 5   | -   | 2   | 13       | 0      |
| 4    | カルロ・ウビアリ           | MVアグスタ     | 4   | 3   | -   | 13       | 0      |
| 5    | ジャンニ・レオーニ         | モンディアル   | -   | -   | 1   | 11       | 1      |
| 6    | オスカー・クレメンティ     | モンディアル   | -   | 2   | -   | 8        | 0      |
| 7    | ウンベルト・プラガ         | モンディアル   | -   | -   | 3   | 7        | 0      |
| 7    | チェレステ・カバシューティ | モンディアル   | 3   | -   | -   | 7        | 0      |
| 9    | フランコ・ベルトーニ       | MVアグスタ     | 6   | 4   | -   | 6        | 0      |
| 10   | ジュゼッペ・マトゥッチ     | MVアグスタ     | -   | 5   | -   | 5        | 0      |

### サイドカー順位
| 順位 | ライダー                                                | マシン   | ポイント | 勝利数 |
| ---- | ------------------------------------------------------- | -------- | -------- | ------ |
| 1    | エリック・オリバー / デニス・ジェンキンソン             | ノートン | 27       | 2      |
| 2    | エルコレ・フリジェリオ / ロレンツォ・ドベリ             | ジレラ   | 18       | 1      |
| 3    | フランツ・バンデルシュリック / マーティン・ホイットニー | ノートン | 16       | 0      |
| 4    | アーネスト・メリオ / アルド・ヴェーリオ                 | ジレラ   | 13       | 0      |
| 5    | アルビーノ・ミラーニ / エツィオ・リコッティ             | ジレラ   | 12       | 0      |
| 6    | ハンス・ヘルドマン / ヘルベルト・レダラッハ             | ノートン | 8        | 0      |
| 7    | ローランド・ベンツ / マックス・ハイゼル                 | BMW      | 6        | 0      |
| 7    | ヤコブ・ケラー / アーネスト・ブルッチ                   | ジレラ   | 6        | 0      |
| 9    | ペーター・ハリス / ネイル・スミス                       | ノートン | 5        | 0      |